# دارا هاول
دارا هاول (23 أغسطس 1994) متزلجة كندية متخصصة في التزلج الحر فازت بالميدالية الذهبية في الألعاب الأولمبية الشتوية 2014 في منافسات التزلج على المسار المائل.

## وصلات خارجية
- دارا هاول على موقع الاتحاد الدولي للتزلج (التزلج الحر) (الإنجليزية)
- دارا هاول على موقع اللجنة الأولمبية الدولية (الإنجليزية)
- دارا هاول على موقع أوليمبيديا (الإنجليزية)
- دارا هاول على موقع اللجنة الأولمبية الكندية (الإنجليزية)
- دارا هاول على موقع ألعاب إكس (مؤرشف) (الإنجليزية)

- دارا هاول في الإتحاد العالمي للتزلج على الثلوج(بالإنجليزية)